# 沾菸
沾菸（英語：Dipping tobacco），又稱濕鼻菸（moist snuff），一種菸草製品，將菸草經過研磨、切碎，加水浸濕後製成。屬於無煙菸草的一種，以蘸（dip）或搓（rub）的方式，用食指及姆指從罐子中取出菸草，置於嘴唇與牙床之間，直到菸草溶解。
起源於鼻煙（又稱乾鼻菸），主要盛行於北美洲及歐洲。

## 歷史
在早期，美洲原住民在使用鼻煙時，存在另一種用法，口嚼鼻煙，之後含著菸葉碎片，直到它溶化在口腔中。在19世紀之後，沾菸成為商品，1822年，哥本哈根牌（Copenhagen）沾菸在美國開始發售。